# Astragalus tekutjevii
Astragalus tekutjevii är en ärtväxtart som beskrevs av Nikolai Fedorovich Gontscharow. Astragalus tekutjevii ingår i släktet vedlar, och familjen ärtväxter. Inga underarter finns listade i Catalogue of Life.